# 175586 Tsou
175586 Tsou este un asteroid din centura principală de asteroizi.

## Descriere
175586 Tsou este un asteroid din centura principală de asteroizi. A fost descoperit pe 15 octombrie 2006 la Observatorul Lulin de Ye Quan-Zhi și Chi-Sheng Lin. Asteroidul prezintă o orbită caracterizată de o semiaxă mare de 3,15 ua, o excentricitate de 0,02 și o înclinație de 3,9° în raport cu ecliptica.